# 瀬戸大橋記念館
瀬戸大橋記念館（せとおおはしきねんかん）は香川県坂出市にある博物館。

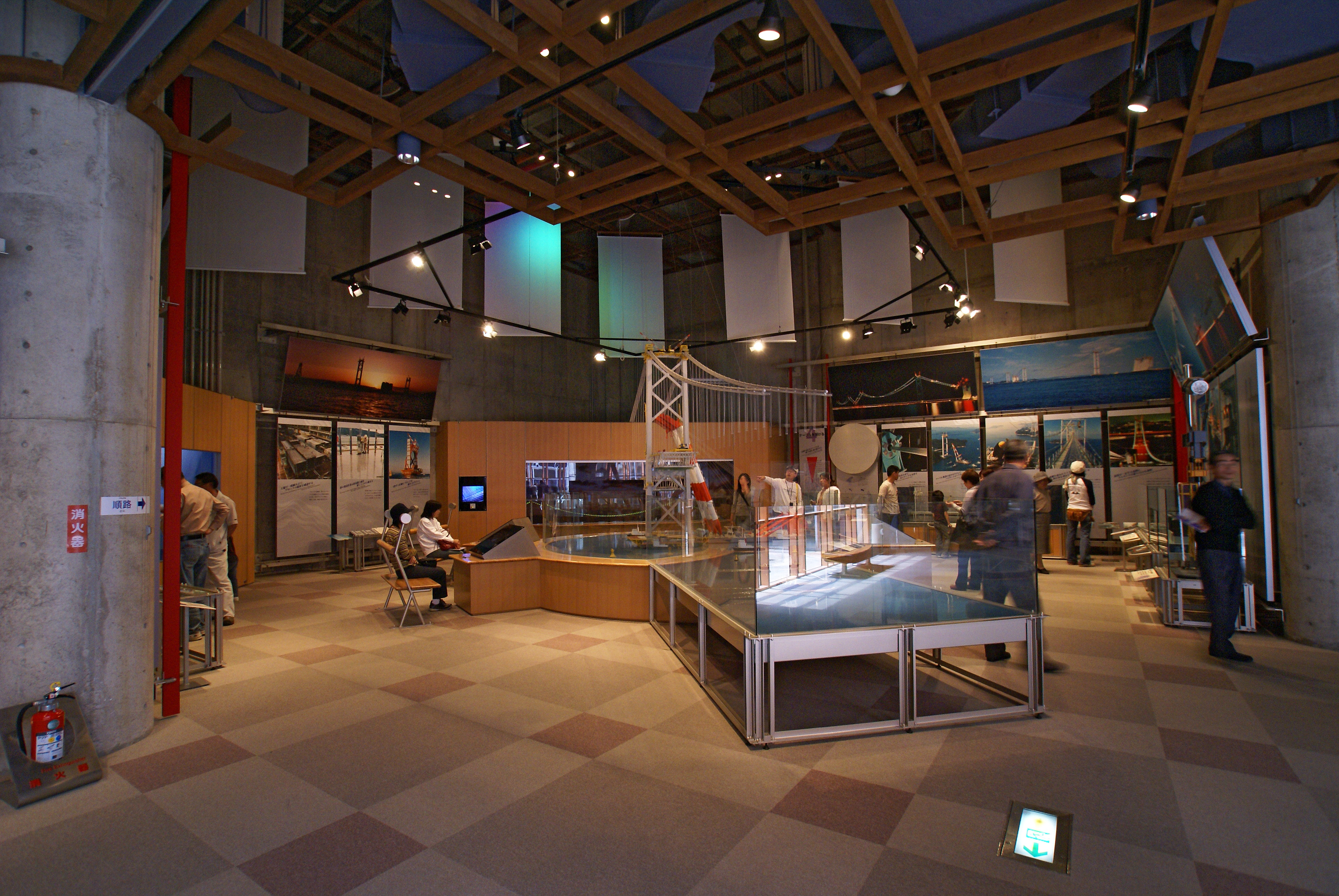
展示室

## 概要
世界最大級の道路鉄道併用橋である瀬戸大橋完成を記念して整備された瀬戸大橋記念公園内にある施設。瀬戸大橋架橋記念博覧会終了後の1988年11月にパビリオンを活用して開館。建築設計は山本忠司建築綜合研究所。地上4階建て、建築面積2,778㎡。
瀬戸大橋の実現までの過程や架橋工事・架橋技術を映像や模型などで紹介する。屋上展望台はライトアップされた瀬戸大橋や瀬戸大橋記念公園を一望できる夜景の名所としても知られる。

## 施設

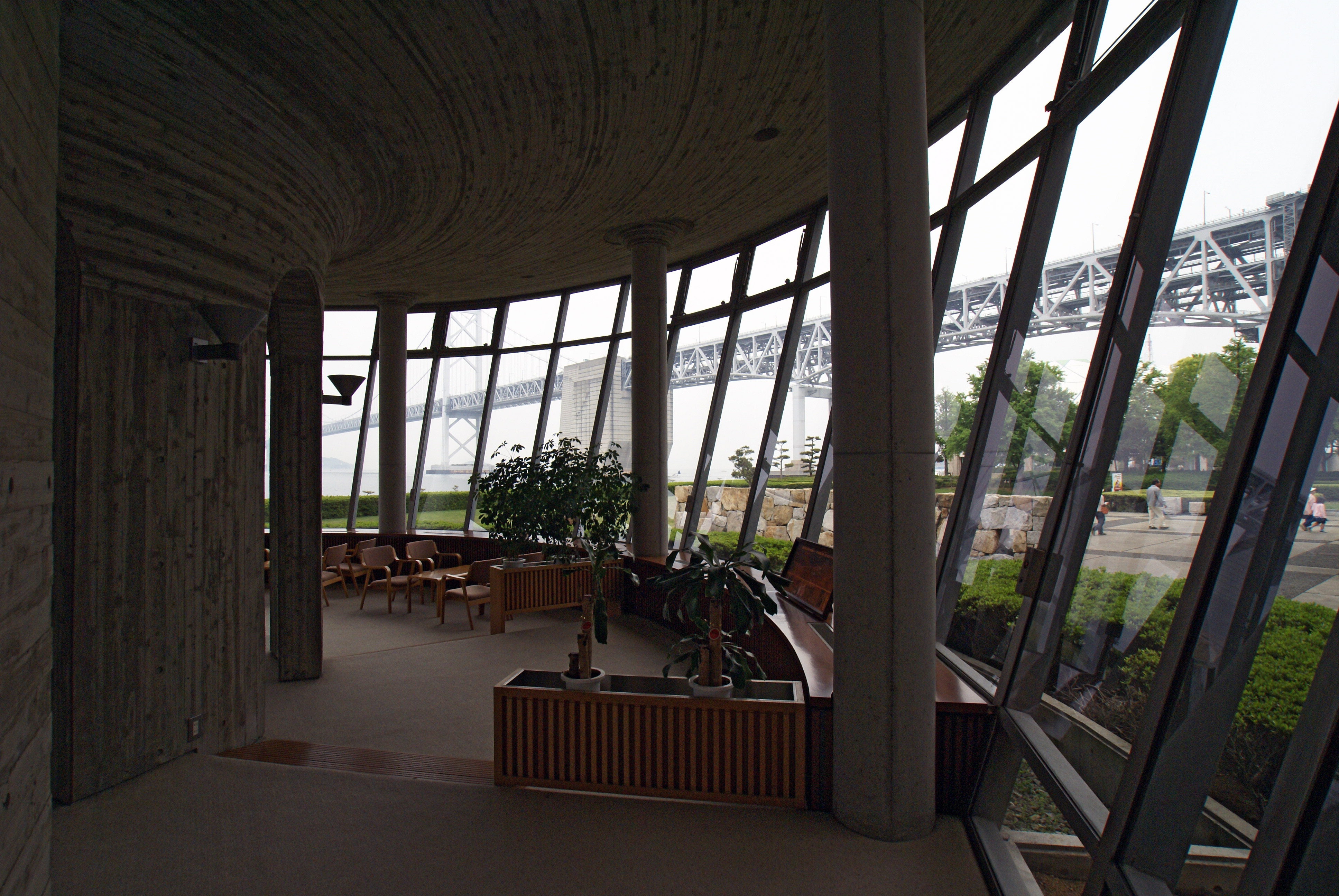
休憩室から瀬戸大橋を望む

- エントランスホール - 大型マルチ映像とジオラマで瀬戸大橋を紹介。
- ブリッジシアター - 200人収容の大型全天周映像館。マルチオーディオシステム装備。
- 展示室1・2・3・4
- 展望台
- 休憩室

## 利用情報
- 休館日 - 月曜（月曜が祝日の場合は翌日休、GW・夏休みは無休）、12月29日 - 31日
- 開館時間 - 9:00 - 17:00（入館は16:30まで）
- 入館料 - 無料
- 所在地 - 〒762-0065 香川県坂出市番の州緑町6番地13

## 交通アクセス
- JR坂出駅からバス、または乗合タクシーで約20分 徒歩直ぐ

## 周辺情報
- 瀬戸大橋
- 香川県立東山魁夷せとうち美術館
- 瀬戸大橋タワー（高さ132m）
- 沙弥島